# Dzietrzychowo
Dzietrzychowo (Duits: Dietrichsdorf) is een plaats in het Poolse district  Bartoszycki, woiwodschap Ermland-Mazurië. De plaats maakt deel uit van de gemeente Sępopol en telt 442 inwoners.